# Melânia, a Jovem
Melânia, a Jovem (Roma, c. 383 - Jerusalém, 31 de dezembro de 439) é uma santa cristã e Mãe do Deserto que viveu durante o reinado do imperador Honório (r. 395–423).

## Vida
A infância de Melânia é muita obscura devido a escassez de fontes. Nascida em Roma aproximadamente em 383, era filha de Albina e Publícola e neta de Melânia, a Velha. Casou-se aos 13 anos com Valério Piniano e teve com dois filhos que faleceram infantes. Aos 20 anos, decidiu viver em continência com seu marido e ambos devotaram-se a vida religiosa. Venderam as propriedade delas na Itália, Sicília, África e Britânia e usaram o dinheiro em obras de caridade. Sabe-se que Melânia ainda tinha uma propriedade na Hispânia, que ela vendeu ao chegar na Palestina, e todo seu patrimônio rendia-lhe 120 000 soldos anuais.
Em decorrência das invasões visigóticos da Itália lideradas por Alarico e Ataulfo, ela deixou Roma em 408 e pelos dois anos seguintes viveu com seu marido próximo de Messina, na Sicília, onde viveram uma vida monástica com ex-escravos. Em 410, foram à África com sua mãe, onde viveram por sete anos, tempo no qual mantiveram contato com Agostinho e Alípio. Ela devotou seu tempo a obras de caridade e piedade, construindo um convento no qual tornou-se superior e um claustro que Piniano ficou encarregado. Em 417, foram a Alexandria, no Egito, e então à Palestina, onde se instalaram.
Por um ano viveram em um hospício para peregrinos em Jerusalém onde encontraram-se com Jerônimo. Por esta época, Melânia viajou pelo Egito onde visitou diversos locais monásticos e eremíticos e depois retornou para Jerusalém onde viveu por 12 anos num eremitério próximo do Monte das Oliveiras. Antes da morte de sua mãe em 431, iniciou a construção de um convento perto do Monte das Oliveiras, do qual assumiu a manutenção enquanto recusou-se a tornar-se sua superior, e após a morte de seu marido construiu um claustro para homens, uma capela e depois uma igreja.
Em 437, foi para Constantinopla, onde ajudou na conversão de seu tio Volusiano, que estava na corte de Teodósio II (r. 408–450) como embaixador, e no conflito com o nestorianismo. Em 439, encontrou-se com a imperatriz Élia Eudócia (r. 421–450) durante sua peregrinação na Palestina. Melânia faleceu em Belém em 31 de dezembro do mesmo ano. Santo Agostinho dedicou-lhe seu livro Sobre a Graça e Pecado (De Gratia et Peccato).

## Culto
A Igreja Ortodoxa começou a venerá-la pouco depois de sua morte, mas foi quase desconhecida na Igreja Católica por muitos anos. Ela recebeu maior atenção desde a publicação de sua vida pelo cardeal Mariano Rampolla em Roma em 1905. Em 1908, papa Pio X (r. 1903–1914) conferiu-lhe ofício na congregação do clero em Somarcha. Isso pode ser considerado como o começo de um zeloso culto eclesiástico, para o qual a vida e as obras do santo têm intitulado-a. A vida de Melânia foi envolta em obscuridade até quase os dias atuais; muitas pessoas confundiram-a inteiramente ou parcialmente com sua avô homônima. O conhecimento preciso de sua vida provém da descoberta de dois manuscritos; o primeiro, em latim, foi encontrado por Rampollo no Escorial em 1884, o segundo, uma biografia em grego, está na Biblioteca Barberini. Rampollo publicou ambas as descobertas no Vaticano.

## Linhagem
| Linhagem de Lúcio Vipstano Messala |
| --- |
| - Lúcio Vipstano Messala, orador (c. 45 – c. 80) - Lúcio Vipstano Messala, cônsul em 115 (c. 75 – depois de 115) - Lúcio Vipstano Cláudio Poplícola Messala (c. 105 – depois de 140) - Lúcio Valério Messala Trásea Prisco, cônsul em 196 (c. 156 – c. 212) - Lúcio Valério Messala Apolinário, cônsul em 214 (? – ?) - Lúcio Valério Cláudio Acílio Prisciliano Máximo, cônsul em 256 (? – ?) - Lúcio Valério Poplícola Balbino Máximo, cônsul em 253 (? – ?) - Lúcio Valério Messala, cônsul em 280 (? – ?) - Lúcio Valério Máximo Basílio, prefeito urbano de Roma em 319 (? – ?) - Lúcio Valério Máximo Basílio, cônsul em 327 (? – ?) - Lúcio Valério Setímio Basso, prefeito urbano de Roma em 379 ou 383 (c. 328 – depois de 379 ou 383) - Valério Adelfo Basso (c. 360 – depois de 383) - Valério Adelfo (nascido c. 385) - Adélfia (c. 410 – depois de 459) - Valério Máximo Basílio, prefeito urbano de Roma em 361 (c. 330 – depois de 364) - Valério Publicola (? – ?) - Melânia, a Jovem, santa cristã (c. 383 – 31 de dezembro de 439) - Dois filhos, morreram jovens - Outros dois filhos - Valéria (? – ?), não se sabe se teve filhos |